# Radio Minería
Radio Minería fue una estación radial chilena en el CB-106 de la Amplitud Modulada de Santiago.

## Historia
Fue fundada por la Sociedad Nacional de Minería (Sonami) el 16 de julio de 1941, denominándose inicialmente como Radio Carrera hasta que el 23 de junio de 1943 adquirió su nombre definitivo. Con cobertura nacional, fue una de la más importantes del país. El 1 de enero de 1963 comenzaron las transmisiones de Radio Minería de Antofagasta, mientras que en 1966 la emisora adquirió Radio Austral de Punta Arenas, la cual fue convertida en Radio Minería el 22 de febrero de 1967.
Realizó programas de entretenimiento en vivo en su auditorio en calle Moneda 973 casi al llegar a Ahumada. En dichos estudios tuvo lugar la emisión del primer programa de televisión artístico emitido en Chile, el 7 de enero de 1953, mediante una instalación de circuito cerrado en los estudios de la radio. El programa fue parte de una emisión de La Cadena de la Amistad, dirigido por Lucy Dunsmore, y en él participaron Eleodoro Achondo, Raúl Matas, Sonia la Única, Lucho Gatica, Pepe Carrera y Theo Van Rees. Igualmente fue la primera emisora oficial del Festival de Viña del Mar.
La radioemisora tuvo diversidad de espacios, algunos de ellos fueron El repórter Esso, los comentarios de Luis Hernández Parker en su programa Tribuna Política, comentarios deportivos en Deporte Total (1978-1998), el espacio informativo El Correo de Minería (1970-1999) con su característica marcha The Dambusters March cuando iniciaba el programa, así como emisiones de entretenimiento como Discomanía a cargo del discjockey Ricardo García, La Bailona (1994-1998), programa de trasnoche conducido por Martín Chávez, etc.
También por sus estudios pasaron reconocidas figuras del espectáculo y el periodismo como Vicente Bianchi, Sergio Livingstone, Raquel Correa, 
Julio Martínez, Pedro Mesías, Violeta Parra, Los de Las Condes, entre otros.
El 8 de noviembre de 1958 Radio Minería inauguró su nuevo transmisor de 100 kW, construido por Westinghouse en Estados Unidos, y que se convirtió en uno de los más potentes de América en su época; la inauguración contó con la participación del presidente de la República, Jorge Alessandri.
Radio Minería terminó sus transmisiones el miércoles 31 de marzo de 1999, dando paso a una emisora católica con programación religiosa Santa María de Guadalupe (posteriormente Radio María). A pesar del cambio, la situación financiera de la radio continuó deteriorándose con deudas salariales y previsionales de su personal, que fue reducido al mínimo.